# Oemona
Oemona is een kevergeslacht uit de familie van de boktorren (Cerambycidae). De wetenschappelijke naam van het geslacht werd voor het eerst geldig gepubliceerd in 1840 door Newman.

## Soorten
Oemona omvat de volgende soorten:
- Oemona hirta (Fabricius, 1775)
- Oemona plicicollis Sharp, 1886
- Oemona separata (Broun, 1921)
- Oemona simplicollis Broun, 1880